# L’Espluga Calba
L’Espluga Calba ist eine katalanische Gemeinde in der Provinz Lleida im Nordosten Spaniens. Sie liegt in der Comarca Garrigues.

## Städtepartnerschaft
- Cosne-d’Allier (Frankreich)